# Battaglia di Kursk
La battaglia di Kursk, in tedesco nota con il suo nome in codice di Unternehmen Zitadelle (Operazione Cittadella), in russo Битва под Курском?, Bitva pod Kurskom (battaglia presso Kursk), si svolse nel quadro della terza offensiva estiva sferrata dai tedeschi il 5 luglio 1943 sul fronte orientale durante la seconda guerra mondiale e nella quale avvenne la più grande battaglia di mezzi corazzati della storia.
Lo scontro vide opporsi le forze tedesche della Wehrmacht, integrate da quattro divisioni delle Waffen-SS, e quelle dell'Armata Rossa sovietica e si risolse, dopo dieci giorni di violenti combattimenti, con un'importante vittoria delle forze sovietiche, che vanificò il successo tedesco, precedentemente ottenuto nella terza battaglia di Char'kov, e consegnò definitivamente l'iniziativa delle operazioni sul fronte orientale all'Armata Rossa.

## Antefatti
L'inverno tra il 1942 e il 1943 si era concluso con il grande successo sovietico nel settore meridionale del fronte orientale: infatti, la seconda offensiva estiva tedesca, mirante a conquistare l'importante città di Stalingrado e a impadronirsi dei giacimenti petroliferi del Caucaso, era rovinosamente fallita con la resa della 6ª Armata e la cattura del suo comandante, il feldmaresciallo Friedrich Paulus, al termine della battaglia di Stalingrado, dove le forze dell'Asse persero più di mezzo milione di uomini, tra morti, prigionieri e dispersi, e con il ritiro dell'Heeresgruppe B, comandato dal feldmaresciallo Maximilian von Weichs, permettendo così all'Armata Rossa di riprendere in mano l'iniziativa e di annullare le conquiste realizzate in estate dalla Wehrmacht.
Sotto l'azione di comando del feldmaresciallo Erich von Manstein, le forze tedesche riuscirono ad arginare la spinta sovietica con una serie di contrattacchi nel settore di Char'kov e tali successi contribuirono a stabilizzare la situazione. I tedeschi infatti riuscirono a mantenere il fronte a occidente del fiume Mius mentre a sud, nella testa di ponte del Kuban', la 17ª Armata, comandata dal generale Richard Ruoff, mantenne le sue posizioni, continuando ad assicurare l'accesso alla Crimea e coprendo il lato sud dello schieramento tedesco, impedendo ai sovietici di chiudere la breccia a Rostov ed eliminando il pericolo che l'intero Heeresgruppe B fosse tagliato fuori, e infine, con il mantenimento della città di Orël a nord e la riconquista di Char'kov e di Belgorod a sud, di acquisire due importanti posizioni di fiancheggiamento ai lati dello schieramento sovietico, consentendo una possibile manovra a tenaglia nella zona di Kursk.
La possibilità di tale manovra traeva origine dalla nuova conformazione del fronte, venutasi a creare al termine della controffensiva di von Manstein, prima che il disgelo bloccasse le operazioni a causa del fango; le truppe sovietiche infatti, dopo il ritiro della 40ª Armata, comandata dal generale Kirill Semënovič Moskalenko, da Char'kov, riconquistata il 15 marzo 1943 dalla divisione Großdeutschland, comandata dal generale Hermann Balck, avevano mantenuto il controllo di un ampio saliente, esteso per circa 180 chilometri e profondo circa 100, nella zona circostante la città di Kursk, e tale saliente si collocava tra l'Heeresgruppe Mitte, comandato dal feldmaresciallo Günther von Kluge, e l'Heeresgruppe Süd, comandato dallo stesso von Manstein; ai due vertici del saliente si trovavano la città di Orël a nord e la città di Char'kov a sud, distanti rispettivamente 130 e 200 chilometri da Kursk.

## La situazione tedesca

### La riorganizzazione della Panzerwaffe

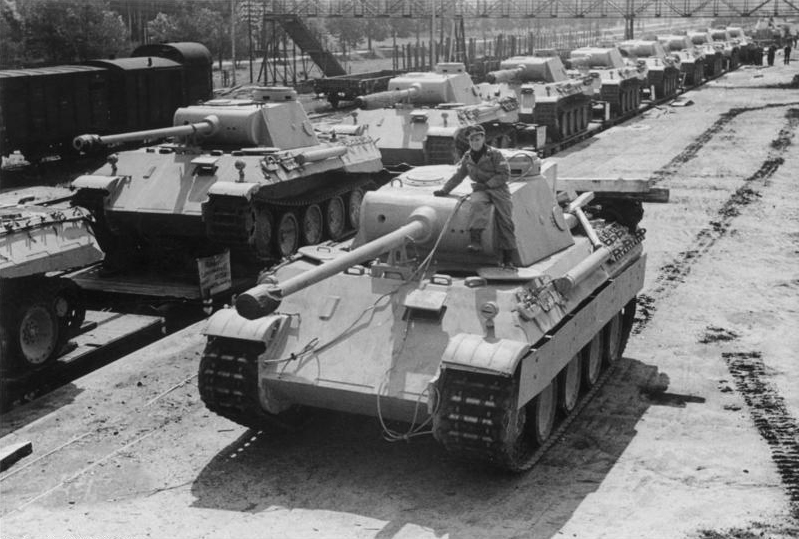
I nuovi carri armati medi tedeschi Panther

Gli eventi bellici che si erano succeduti dal primo anno del conflitto tedesco sovietico avevano imposto all'industria tedesca la necessità della progettazione e della costruzione di nuovi e più potenti mezzi corazzati, da contrapporre a quelli a disposizione dell'Armata Rossa, soprattutto a carri armati quale il T-34 che, fino a quel momento, si era dimostrato superiore come armamento, corazzatura e semplicità di progettazione.

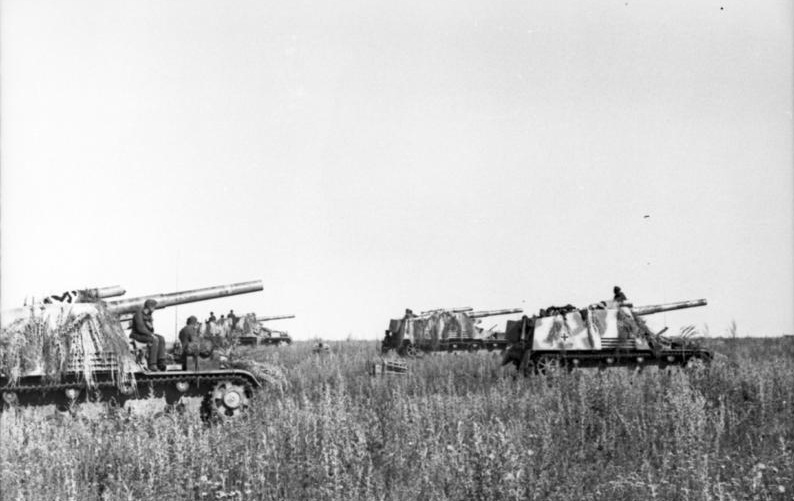
Batteria dei nuovi semoventi d'artiglieria tedeschi Hummel

La nuova generazione di panzer, iniziata alla fine del 1941 con la versione F2 del Panzer IV e proseguita con la progettazione del carro pesante Tiger da 57 tonnellate nel 1942, prevedeva la costruzione di un carro medio, del peso non superiore a 45 tonnellate, denominato Panther, il cui disegno venne presentato a Hitler il 23 gennaio 1942 e approvato nel maggio dello stesso anno, mentre i Panzerabwehr, i reparti controcarro, in massima parte ancora legati al concetto di cannone trainato, furono potenziati con la produzione di un cacciacarri da 70 tonnellate denominato Ferdinand e di un cannone controcarro semovente denominato Nashorn, entrambi armati con un cannone da 88 mm. Oltre alla progettazione di nuovi mezzi corazzati venne previsto un riammodernamento dell'artiglieria, con la costruzione di due pezzi semoventi: il primo, montato sullo scafo del Panzer II, denominato Wespe, e il secondo, montato sullo scafo del Panzer IV, denominato Hummel, e il potenziamento di mezzi quali il Panzer III, che avrebbe dovuto essere equipaggiato con il cannone 7,5 cm KwK L/24. Il cannone d'assalto Sturmgeschütz III, evolutosi in un efficace mezzo di contrasto ai blindati avversari, fu rinnovato con la versione Ausf. F equipaggiata con il cannone 7,5 cm StuK 40 L/43, oltre a una corazzatura frontale incrementata a 100 mm.
Anche la quantità della produzione di armamenti visse un nuovo impulso dopo che, a seguito della morte dell'allora ministro per gli armamenti e la produzione bellica Fritz Todt, avvenuta l'8 febbraio 1942 in un incidente aereo, la carica venne assunta da Albert Speer e, sotto la sua direzione, la produzione bellica aumentò sensibilmente, arrivando a raddoppiare il numero di 350 carri armati e a quadruplicare il numero di cinquanta cannoni d'assalto costruiti ogni mese fino all'inizio del 1942, progresso compiuto nonostante che le scorte di materie prime in Germania cominciassero a scarseggiare, difficoltà che sarebbe ulteriormente accresciuta dopo l'estate del 1943, a seguito del blocco dell'importazione di tungsteno da parte del Portogallo, che rese critica anche la costruzione di munizioni ad "anima dura".

### Gli intenti di Hitler

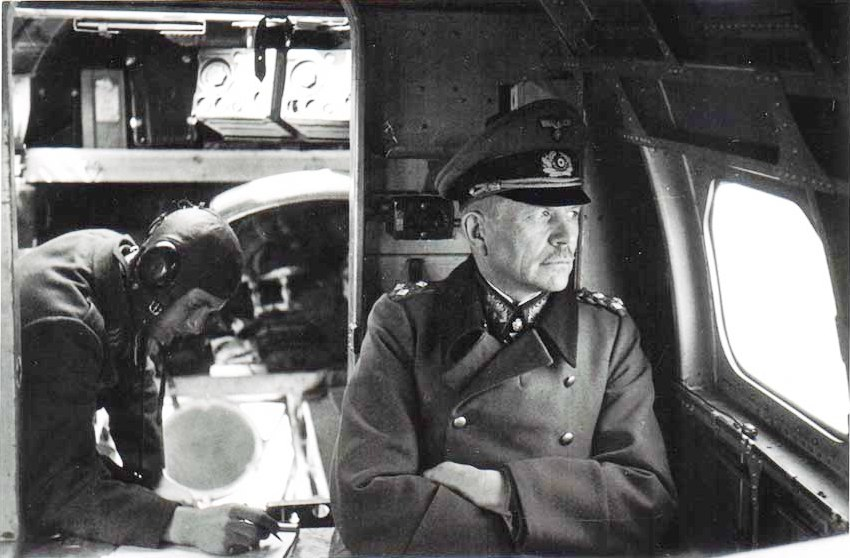
Il generale Heinz Guderian, nominato da Hitler ispettore generale delle truppe corazzate

Il 17 febbraio 1943 il generale Heinz Guderian venne richiamato in servizio da Hitler, dopo che questi lo aveva sollevato da ogni incarico il 20 dicembre 1941, venendo nominato Generalinspekteur der Panzertruppen, ispettore generale delle truppe corazzate; egli venne informato sulla situazione militare del fronte orientale dal generale Erich Buschenhagen, comandante della 15ª divisione di fanteria, e dal generale Ernst-August Köstring, comandante della piazza di Winnica, riunione nella quale egli venne a conoscenza anche del mutato atteggiamento della popolazione ucraina, passato da amichevole a ostile, a causa dei metodi adottati dal Reichskommissar Erich Koch durante l'occupazione, e il 28 febbraio 1943 furono ufficialmente diramate da Hitler le direttive di servizio sul suo nuovo incarico.
Iniziato immediatamente a riorganizzare la Panzerwaffe Guderian ebbe presto modo di constatare che qualsiasi operazione offensiva su vasta scala sarebbe stata inattuabile, così come parimenti inattuabile sarebbe stata una "difesa rigida" su un fronte di circa 700 chilometri, nel quale l'Heeresgruppe Süd disponeva di sole 41 divisioni delle quali l'Armata Rossa, forte di un numero di unità e di mezzi assolutamente superiore, avrebbe avuto facilmente ragione se avesse attaccato in più punti e simultaneamente. Il feldmaresciallo von Manstein, diversamente dal feldmaresciallo Gerd von Rundstedt, comandante del fronte occidentale, il quale auspicava una lunga ritirata allo scopo di "scuotersi di dosso i sovietici", sostenne la necessità di una "difesa elastica", basata su successi territorialmente limitati, determinati da operazioni di movimento compatibili con le forze delle quali i tedeschi disponevano, lasciando ai sovietici l'iniziativa e passando all'attacco nel momento in cui la situazione si fosse presentata favorevole; questa, a suo dire, sarebbe stata l'unica possibilità di evitare una disfatta militare che avrebbe portato alla resa incondizionata della Germania, intento dichiarato dagli Alleati nel gennaio del 1943 durante la conferenza di Casablanca.

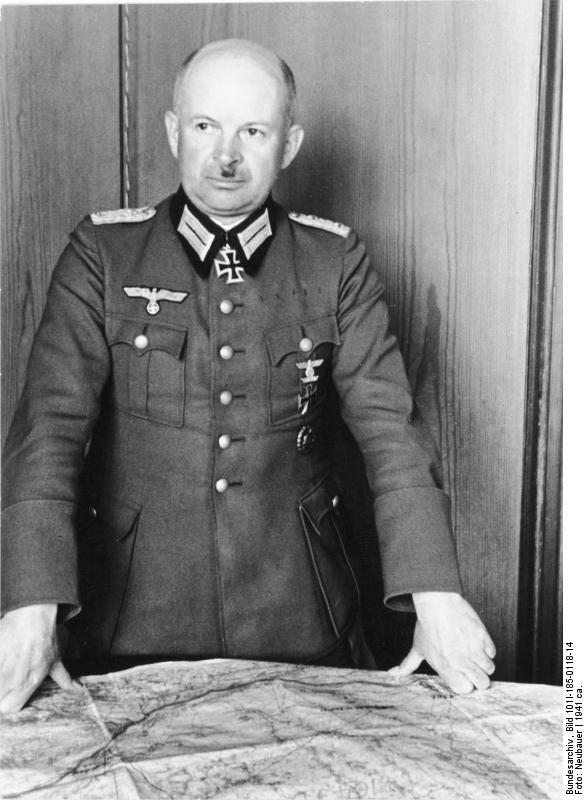
Il generale Kurt Zeitzler, nuovo capo di stato maggiore dell'esercito, pianificatore dell'Unternehmen Zitadelle

Le diverse teorie esposte dai militari si scontrarono tuttavia con la volontà di Hitler, da un lato mirante sia a respingere l'idea di un ripiegamento sulla linea dei fiumi Duma e Dnepr, con il conseguente abbandono delle ricche risorse provenienti dalla parte industriale e mineraria dell'Ucraina, che la possibilità di una pace separata con l'Unione Sovietica, proibendo al ministro degli esteri Joachim von Ribbentrop di cercare contatti diplomatici con gli Stati neutrali, e dall'altro, dopo i successi ottenuti a Char'kov e a Belgorod, con il desiderio di mantenere l'iniziativa che, a suo pensare, avrebbe consentito alle forze tedesche, una volta eliminato il saliente di Kursk, di riprendere decisamente la marcia verso est, intento affiancato da quello del piano che prevedeva un attacco definitivo contro Leningrado.
Gli avvenimenti intercorsi nei primi mesi del 1943 avevano comunque portato Hitler a riconsiderare il ruolo dei suoi comandanti; il principio del Führerprinzip infatti aveva avuto come conseguenza, oltre alla sconfitta sul fronte sud, l'allontanamento di ufficiali di valore come il feldmaresciallo Fedor von Bock, comandante dell'Heeresgruppe Mitte durante l'operazione Barbarossa, e quindi, nella primavera del 1943, egli ritenne di conferire nuovamente loro una maggiore libertà di azione, della quale erano stati sostanzialmente privati dopo il 1940, consentendo che fosse il nuovo capo di stato maggiore dell'esercito, il generale Kurt Zeitzler, insieme ai comandanti del fronte orientale, a decidere le modalità dell'azione contro il saliente di Kursk. La situazione delle forze tedesche, soprattutto quelle corazzate, essenziali per manovre rapide e decisive come quella che si pensava di effettuare nel saliente di Kursk, era tuttavia molto critica; dall'inizio della guerra infatti si era assistito a una progressiva diminuzione dell'organico delle divisioni corazzate, sia per quanto riguardava il numero dei battaglioni, inizialmente quattro durante la campagna di Francia, poi diminuiti a tre durante l'operazione Barbarossa e infine a due, che per il relativo numero di panzer, sceso dagli iniziali 22 fino a 17 od a 14, e tale situazione era resa ancora più grave dal costante rafforzamento delle truppe sovietiche, ormai in grado di schierare un numero di soldati quattro volte superiore a quello tedesco, mentre le fabbriche negli Urali erano in grado di consegnare all'Armata Rossa fino a 2000 nuovi carri armati al mese.
L'Alto Comando dell'Esercito tedesco (OKH) valutò con diffidenza l'ipotesi di riprendere l'iniziativa sul fronte orientale, soprattutto dopo le perdite patite nel 1942, e numerosi cominciavano a essere gli alti ufficiali, compreso l'appena nominato feldmaresciallo Paul Ludwig Ewald von Kleist, che ponevano seri dubbi sulla possibilità della vittoria contro l'Unione Sovietica, ma Hitler ritenne che il piano proposto dal generale Zeitzler l'11 aprile 1943, ossia l'attacco contro il saliente di Kursk che prese ufficialmente il nome di Unternehmen Zitadelle, potesse costituire solo l'inizio della nuova offensiva verso est e che questa, dopo la distruzione di tutte le forze corazzate sovietiche presenti nel settore, avrebbe consentito di riprendere la marcia verso Mosca. La decisione definitiva venne presa dal Führer il 25 giugno: l'operazione avrebbe avuto inizio all'alba del 5 luglio e avrebbe dovuto essere condotta congiuntamente dalle unità dell'Heeresgruppe Mitte, che avrebbero attaccato in direzione sud, e da quelle dell'Heeresgruppe Süd, che avrebbero attaccato in direzione nord, con l'intento di accerchiare e distruggere le forze sovietiche presenti nel saliente, di accorciare in modo significativo la linea del fronte e di aprire una breccia nello schieramento nemico, nella quale le forze corazzate tedesche avrebbero successivamente dilagato verso est.

## La situazione sovietica
Anche i vertici militari sovietici iniziarono nella primavera del 1943 a programmare la loro strategia per l'estate seguente. In questo contesto, l'Alto Comando sovietico (STAVKA) non poteva non essere preoccupato circa le sorti delle proprie posizioni nel saliente di Kursk, che a tutti pareva essere ormai un obiettivo troppo esposto a una possibile offensiva nemica. I sovietici ricevettero inoltre importanti informazioni dall'agente, da loro cooptato, del servizio informazioni inglese John Cairncross, nome in codice Lucy, il quale, trafugando i messaggi criptati tedeschi attraverso il codice Enigma, che i servizi informazioni inglesi e polacchi erano riusciti a violare, poté farsi un'idea molto precisa delle intenzioni tedesche, idea che ebbe conferma quando, il 22 marzo, gli inglesi decodificarono un messaggio che ordinava all'VIII corpo d'armata aereo della Luftwaffe di trasferirsi a Char'kov, allo scopo di appoggiare un'offensiva che avrebbe dovuto avere luogo alla fine di aprile.

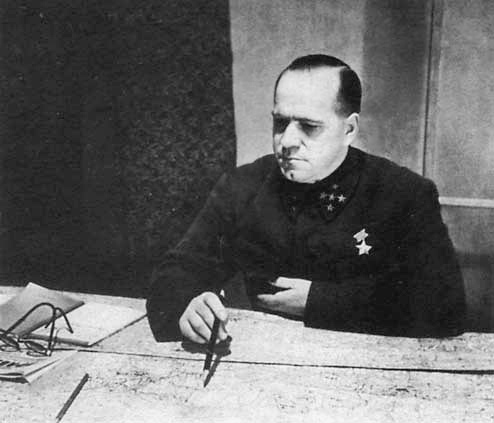
Il Maresciallo Georgij Konstantinovič Žukov, incaricato da Stalin della difesa del saliente di Kursk

A definitiva conferma delle informazioni ricevute tra la fine di marzo e l'inizio di aprile del 1943, il Maresciallo Georgij Konstantinovič Žukov, in una serie di rapporti allo STAVKA e a Stalin, evidenziò un concentramento di forze nemiche nel settore di Kursk, che minacciava le posizioni dei Fronti Centro e Voronež ma Stalin in quel momento era convinto che la Wehrmacht fosse ancora sufficientemente forte per lanciare una decisa offensiva in qualsiasi settore del fronte, e, grazie alle informazioni fornitegli dalle sue spie, ritenne di poterne avere la certezza. Anastas Mikoyan scrive nelle sue memorie che fu informato dei principali dettagli dell'attacco tedesco da Stalin già il 27 marzo e, allo scopo di verificare tale situazione, vennero inviati a Kursk sia Žukov che il Maresciallo Aleksandr Michajlovič Vasilevskij, i quali ritennero che lo schwerpunkt, l'attacco principale tedesco, sarebbe avvenuto verso il Fronte di Voronezh, comandato dal generale Nikolaj Fëdorovič Vatutin.
In seno allo STAVKA emersero quindi due diverse linee strategiche: da un lato quella di Stalin, il quale, ritenendo che la tipologia di guerra che si sarebbe sviluppata in estate avrebbe minacciato l'intero fronte sovietico, in particolare il settore di fronte a Mosca, e non solo una parte di esso, auspicava la possibilità di un attacco al fine di logorare ulteriormente le forze tedesche, mentre dall'altro i generali, in particolare Žukov, ritenevano più saggio attestarsi inizialmente su posizioni difensive fortificate, in modo da logorare gli attaccanti. L'8 aprile 1943 Žukov espose il suo punto di vista a Stalin con queste parole: "considero inutile un'offensiva da parte nostra in un prossimo futuro che miri a prevenire una mossa nemica. Sarebbe meglio lasciare logorare il nemico contro le nostre difese, frantumare le sue forze corazzate e poi, facendo intervenire riserve fresche, passare a un'offensiva generale per polverizzare una volta per tutte i suoi principali contingenti". Il 12 aprile, questa seconda linea di condotta prevalse all'interno dello STAVKA: furono accantonate le operazioni offensive e si avviò invece il rafforzamento delle posizioni difensive delle unità sovietiche nel saliente di Kursk; il Fronte di Centro, comandato dal generale Konstantin Konstantinovič Rokossovskij, e il Fronte di Voronež iniziarono ad attestarsi su una linea difensiva, preparandosi a respingere con decisione qualsiasi attacco nemico.
I sovietici iniziarono così un imponente rafforzamento delle loro unità all'interno del saliente: fu stabilito di fare affluire in quel settore una grande quantità di materiale bellico, in particolare mine e armi anticarro, che fu destinato ai due Fronti impegnati in prima linea e Žukov, con l'approvazione di Stalin, ordinò a Vatutin e al generale Rokossovskij sia di approntare fortificazioni difensive lungo le probabili direttrici di attacco tedesco a sud di Orël e a nord di Belgorod che di tenere in riserva diversi corpi di armata corazzati, forze integrate a loro volta da un'ulteriore riserva corazzata, e tali forze avrebbero costituito il cosiddetto Gruppo d'Armate Steppa, comandato dal generale Ivan Stepanovič Konev. Particolare importanza fu attribuita alla concentrazione di artiglieria e di armi anticarro in quel settore. L'Armata Rossa era infatti convinta che dalla combinazione di questi due elementi potesse scaturire la strategia difensiva più efficace, che permettesse alle forze sovietiche di logorare gli eventuali attacchi delle forze corazzate nemiche.

## Terreno
Il saliente di Kursk si trovava nella pianura russa, con al centro la città di Kursk; esso era attraversato dal fiume Sejm, che divideva il settore in due porzioni di territorio circa equivalenti, delimitando le zone operative del Fronte di Centro e del Fronte di Voronež sovietici. A circa 40 chilometri a nord di Belgorod e di Tomarovka, in quel momento ancora sotto il controllo tedesco, scorre il fiume Psel, l'unico ostacolo naturale sulla via per Kursk e sul quale sorge la città di Obojan'.

## I ritardi dell'offensiva

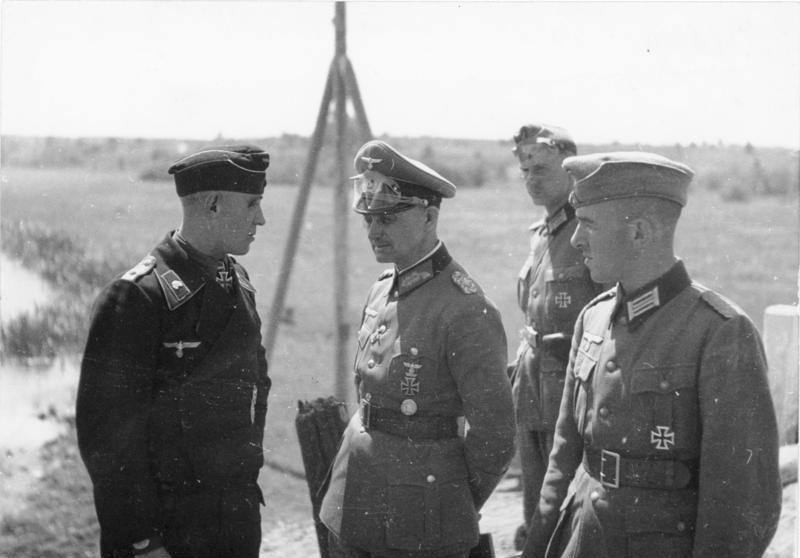
Il generale Walther Model (al centro), il quale espresse forti preoccupazioni sull'imminente offensiva

Il 15 aprile, quattro giorni dopo l'approvazione dell'attacco contro il saliente di Kursk, venne emanata la direttiva n. 6, nella quale si statuiva che l'Unternehmen Zitadelle sarebbe stata la prima offensiva del 1943; la sua data di inizio venne fissata per il 28 aprile, lasciando un termine di sei giorni per il preavviso ai comandi, e che sarebbe stata condotta congiuntamente da due gruppi d'armate secondo lo schema della manovra a tenaglia: a nord da parte delle truppe dell'Heeresgruppe Mitte, alla cui testa era stata posta la 9ª Armata, comandata dal generale Walther Model, e a sud dalle forze dell'Heeresgruppe Süd, il quale disponeva della 4ª Armata corazzata, comandata dal generale Hermann Hoth. Pochi giorni dopo l'emanazione della direttiva il generale Model espresse notevoli riserve sull'opportunità del piano, egli infatti lamentava non solo la mancanza di circa 26000 uomini nella sua unità, ma soprattutto quella di un sufficiente numero di carri armati, artiglieria pesante e di semoventi anticarro per avere la possibilità di sfondare le linee difensive sovietiche che, secondo le foto aeree scattate dai ricognitori della Luftwaffe, si estendevano su una profondità di circa 20 chilometri.
Model era un militare che ancora godeva della fiducia di Hitler e quindi, sentite le sue preoccupazioni, il 28 aprile, approfittando della sospensione delle operazioni a causa della pioggia, lo convocò a Monaco e, una volta ascoltato il suo rapporto e incontrato il generale Guderian il 2 maggio per essere aggiornato sulla produzione dei nuovi panzer, decise il rinvio dell'operazione, programmando una nuova riunione con lo Stato Maggiore dell'esercito, il ministro per gli armamenti Albert Speer, il generale Guderian e i comandanti del Fronte Orientale che ebbe luogo il 4 maggio e nella quale venne messo a confronto il piano di Zeitzler con le obiezioni di Model. Il Führer aprì l'incontro esponendo i diversi punti di vista e chiedendo chiarimenti sulla possibilità delle truppe tedesche di sfondare le linee difensive sovietiche e, nel caso, se lo sfondamento sarebbe potuto avvenire con la velocità necessaria per consentirne l'accerchiamento ma i pareri furono discordi e la riunione si chiuse senza che Hitler prendesse una decisione definitiva.

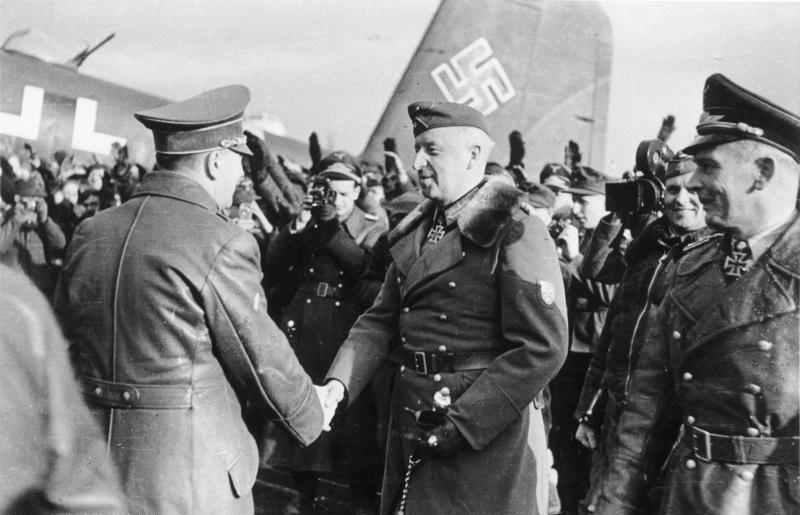
Il feldmaresciallo Erich von Manstein, comandante dell'Heeresgruppe Süd (qui insieme a Hitler), che considerò sfavorevolmente il rinvio dell'offensiva

Nella riunione emerse che le foto aeree avevano evidenziato il ritiro da parte dell'Armata Rossa delle proprie riserve mobili dalla zona avanzata del saliente, con l'approntamento di profonde linee difensive, dotate di un grande numero di artiglieria e di armi controcarro, confermando il sospetto che la STAVKA era al corrente dell'imminente offensiva contro il saliente e che, di conseguenza, non solo sarebbe mancato l'effetto sorpresa ma che le truppe sovietiche erano già state "istruite" sul come reagire all'attacco tedesco; il feldmaresciallo Wilhelm Keitel e il feldmaresciallo von Kluge si espressero a favore dell'esecuzione del piano di Zeitzler mentre il feldmaresciallo von Manstein sostenne che l'offensiva avrebbe avuto buone possibilità di successo se fosse stata lanciata in aprile ma che non garantiva il risultato al momento, aggiungendo che le sue forze necessitavano di ulteriori due divisioni di fanteria, ricevendo tuttavia la risposta da Hitler che queste non erano disponibili e che avrebbe dovuto utilizzare le truppe che aveva a disposizione.
Ulteriori contrarietà furono espresse dal generale Guderian, il quale sostenne che l'attacco doveva essere annullato, motivando il suo parere con il fatto che l'appena completata riorganizzazione delle forze corazzate sarebbe inevitabilmente venuta meno a causa delle prevedibili forti perdite che l'offensiva avrebbe provocato e che queste non sarebbero state rimpiazzabili nell'anno in corso, aggiungendo che la produzione dei nuovi carri armati avrebbe dovuto essere destinata al Fronte Occidentale, allo scopo di potenziare le riserve mobili da utilizzare per il futuro sbarco Alleato in Francia, opinione condivisa dal generale Alfred Jodl e che i nuovi modelli di panzer, in particolare il Panther, necessitavano ancora delle messe a punto per potere essere considerati totalmente affidabili in battaglia, opinione che venne appoggiata dal ministro Speer, il quale riportò che l'industria pesante tedesca era in grado di produrre solo 25 Tiger e 12 Panther al mese, ma l'unico risultato fu quello della comunicazione, avvenuta pochi giorni dopo, di un ulteriore rinvio dell'offensiva al 12 giugno, allo scopo di consentire alle fabbriche di raggiungere una sufficiente produzione di carri armati e di dotare il Panzer IV di scudi protettivi.
La notizia dell'ulteriore rinvio provocò contrarietà tra gli ufficiali che nel frattempo attendevano l'ordine di attacco e tra questi il generale Werner Kempf, comandante del distaccamento d'armata Kempf, destinato ad affiancare la 4ª armata corazzata sul fronte sud, ma lo stesso Führer espresse preoccupazioni sull'offensiva in una successiva riunione, svoltasi il 10 maggio con il generale Guderian sul tema della velocità di produzione dei nuovi mezzi corazzati, preoccupazioni che aumentarono ulteriormente a causa delle notizie provenienti dal teatro del Mediterraneo, dove, il 12 maggio, il Deutsches Afrikakorps, comandato dal generale Hans-Jürgen von Arnim, si arrese in Tunisia, rendendo concreto il pericolo di un'invasione dell'Italia o della Grecia e provocando un nuovo rinvio dell'offensiva estiva in Unione Sovietica alla fine di giugno. Tale rinvio aumentò le preoccupazioni dei comandanti, e anche von Kluge, insieme a Manstein, Model, Hoth e Guderian sostenne che attaccare dopo la metà di giugno sarebbe stato impensabile, dato che l'Armata Rossa avrebbe avuto ancora più tempo per consolidare le proprie difese, ma lo Stato Maggiore e il generale Zeitzler continuarono a ritenere fattibile l'attacco e, il 25 giugno, fu fissata la data definitiva per l'inizio dell'Unternehmen Zitadelle al 5 luglio.

## Piani operativi

Il piano di attacco tedesco

### Germania
Pochi giorni dopo la presa della decisione definitiva sulla data di inizio delle operazioni Hitler convocò un'ultima riunione alla Wolfsschanze, il suo quartier generale sito a Rastenburg, nella Prussia orientale, allo scopo di rivedere l'intero piano di attacco e applicare, nel caso, eventuali revisioni tattiche; alla riunione, avvenuta il 1º luglio, parteciparono tutti i comandanti incaricati di prendere parte all'offensiva e il piano rimase sostanzialmente immutato rispetto a quello originale proposto dal generale Zeitzler.
La 2ª armata corazzata, comandata dal generale Erich-Heinrich Clößner, aveva il compito di bloccare la parte occidentale del saliente di Kursk mentre le direttrici di attacco sarebbero state condotte congiuntamente dai due gruppi d'armate: a nord la 9ª armata, con tre corpi corazzati e due corpi di fanteria, partendo da Orël, avrebbe puntato verso sud e contemporaneamente la 4ª armata corazzata, con nove divisioni corazzate (tra le quali le tre divisioni delle Waffen SS componenti il II SS-Panzerkorps, comandato dal SS-Obergruppenführer Paul Hausser, la Leibstandarte Adolf Hitler, comandata dal SS-Brigadeführer Theodor Wisch, la Das Reich, comandata dal SS-Obergruppenführer Walter Krüger, e la Totenkopf, comandata dal SS-Gruppenführer Max Simon) e tre corpi di fanteria, e il cui fianco destro sarebbe stato protetto dal distaccamento di armata Kempf, partendo da Belgorod sarebbe avanzato verso nord; entrambe le forze dovevano puntare su Kursk per ricongiungersi dopo pochi giorni alle spalle delle forze sovietiche nel frattempo rimaste intrappolate; le forze di terra sarebbero inoltre state appoggiate dall'aria, con l'utilizzo di circa 1800 aerei.

### Unione Sovietica
L'Armata Rossa, allo scopo di fronteggiare un tale concentramento di forze, dapprima mobilitò la popolazione civile, in numero di circa 300000 unità, per scavare trincee e fossati anticarro, mentre i reparti del genio si incaricarono di posare mine, arrivando a posizionarne circa 3000 per chilometro. Successivamente, dopo avere fatto affluire nel settore circa 10000 cannoni i quali, integrando quelli già presenti, portarono il numero dei pezzi a 20000, tra cui 6000 cannoni anticarro da 76,2 mm e 920 lanciarazzi Katjuša, predispose le linee difensive che, una volta terminate, assommarono a otto su una profondità di 160 chilometri, e i tre gruppi di armate che Stalin aveva comandato alla difesa del saliente di Kursk potevano schierare circa 1300000 uomini, 3300 carri armati e 2600 aerei. La STAVKA inoltre, già a conoscenza del piano di attacco tedesco, allertò i comandi, comunicando loro che l'attacco sarebbe iniziato tra il 3 e il 6 luglio, ricevendone un'ulteriore e definitiva conferma da un disertore cecoslovacco, il quale, nella notte tra il 3 e il 4 luglio, riferì ai sovietici che alle truppe tedesche erano state distribuite acquavite e razioni di cibo per cinque giorni.

## Le forze in campo

### Germania
Forze corazzate tedesche mobilitate per l'Operazione Cittadella.

### Unione Sovietica
Le forze a disposizione dell'Armata Rossa a difesa del saliente di Kursk assommavano a nove armate, delle quali due corazzate, integrate con due gruppi di assalto.

### Comparazione delle forze in campo
| Operazione Zitadelle | Uomini    | Uomini   | Uomini   | Carri     | Carri    | Carri    | Cannoni   | Cannoni  | Cannoni  |
| Operazione Zitadelle | Sovietici | Rapporto | Tedeschi | Sovietici | Rapporto | Tedeschi | Sovietici | Rapporto | Tedeschi |
| -------------------- | --------- | -------- | -------- | --------- | -------- | -------- | --------- | -------- | -------- |
| Frieser              | 1 426 352 | 2,8:1    | 518 271  | 4 938     | 2:1      | 2 465    | 31 415    | 4:1      | 7 417    |
| Glantz               | 1 910 361 | 2,5:1    | 780 900  | 5 128     | 1,7:1    | 2 928    |           |          |          |
| 1. 2. 3. 4.          |           |          |          |           |          |          |           |          |          |

## La battaglia

### Il 5 luglio 1943
Alle ore 04:30 del 5 luglio, alla data prefissata da Hitler, prese il via la terza offensiva tedesca sul Fronte Orientale, con un teatro delle operazioni costituito da un fronte territorialmente limitato, la parte anteriore del saliente infatti era larga circa 150 chilometri, mentre il lato settentrionale e quello meridionale rispettivamente circa 250 chilometri e circa 80 chilometri.

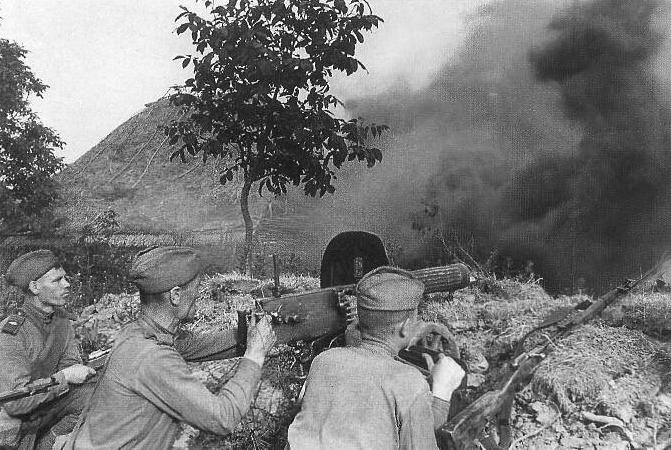
Postazione di mitragliatrice sovietica sotto il fuoco tedesco

Prima dell'alba, mentre dalle linee sovietiche venivano lanciati razzi luminosi in attesa dell'attacco, squadre di zappatori tedesche, coperte da salve di artiglieria, vennero incaricate di sminare il terreno, constatando ben presto sia la profondità dei campi minati che l'abbondanza del numero di mine, tanto che un reparto nei pressi della città di Butovo ne estrasse circa 2 700 nello spazio di un chilometro; il tempo era caldo e umido e la mattinata trascorse tranquilla a causa di un temporale che ritardò l'azione dei bombardieri ma, appena il cielo si rischiarò, alle ore 14:50, le squadriglie di Stuka dell'VIII. Fliegerkorps, comandato dal generale Hans Seidemann, iniziarono il bombardamento, mentre lo sbarramento dell'artiglieria ebbe inizio dieci minuti più tardi, seguito subito dopo dall'avanzata dei panzer.
Gli ordini impartiti ai reparti corazzati relativi alle prime fasi dell'avanzata prevedevano, allo scopo di renderla il più veloce possibile, che in nessun caso si sarebbe dovuto prestare soccorso ai carri armati colpiti o in avaria, tale compito venne riservato ai reparti del genio, e che i panzer avrebbero dovuto avanzare verso gli obiettivi finché fossero stati in condizione di muoversi e, in caso fossero stati danneggiati e impossibilitati a muoversi, ma ancora in condizioni di sparare, avrebbero dovuto continuare a effettuare "tiri di appoggio" da fermi e lo schema di attacco delle divisioni corazzate prevedeva l'utilizzo dei cosiddetti panzerkeile, cunei corazzati, con alla testa i mezzi pesanti, Tiger ed Elefant, ai lati i Panther e i Panzer IV e, tra loro, i semicingolati con a bordo le truppe di fanteria motorizzata Panzergrenadier
.
Immediatamente dopo che le forze corazzate tedesche si erano messe in movimento le forze aeree sovietiche sferrarono un attacco contro l'VIII. Fliegerkorps, convergendo sulle piste site nei pressi di Belgorod e di Char'kov: i radar Freya della Luftwaffe intercettarono gli aerei sovietici a una distanza di circa cento chilometri e i caccia Messerschmitt Bf 109 si alzarono in volo per intercettarli ma, pur abbattendone un considerevole numero, non riuscirono a neutralizzare l'aviazione sovietica per il prosieguo della battaglia.

### Settore nord

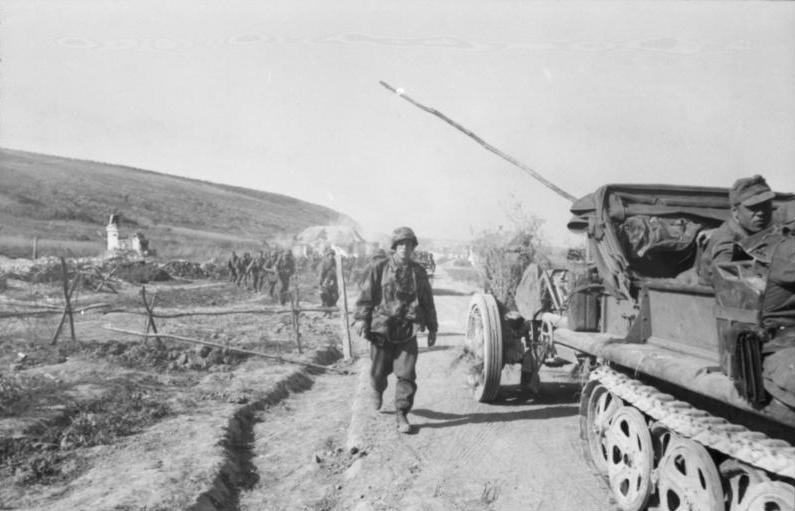
Fanti tedeschi avanzano verso Kursk.

Il piano dell'OKH in merito all'offensiva nel settore nord del saliente di Kursk prevedeva l'avanzata diretta della 9ª armata da Orël verso Kursk, protetta sul fianco sinistro dalla 2ª armata corazzata e, una volta riunitosi con le forze provenienti da sud, conquistare la città e distruggere le unità sovietiche intrappolate nella parte occidentale del saliente, per proseguire successivamente la marcia verso est puntando nuovamente verso Mosca. L'inizio dell'offensiva era previsto, analogamente a quello del settore sud, per l'alba del 5 luglio ma il giorno prima una squadra di genieri tedeschi venne sorpresa da un reparto di soldati sovietici, e un prigioniero catturato rivelò che alle ore 03.30 del mattino successivo sarebbe iniziato uno sbarramento di artiglieria, a cui sarebbe seguito un attacco in forze; il maresciallo Žukov, senza attendere l'autorizzazione di Stalin, diede ordine di aprire il fuoco sui punti di raccolta tedeschi alle ore 01:10, facendo pensare a Model che l'Armata Rossa stesse preparando un attacco verso Orël e, nonostante tale attacco non avvenisse e lo sbarramento tedesco iniziasse all'orario previsto, venne comunque ottenuto il risultato di creare confusione tra i reparti tedeschi e l'inizio dell'offensiva venne ritardato di due ore.

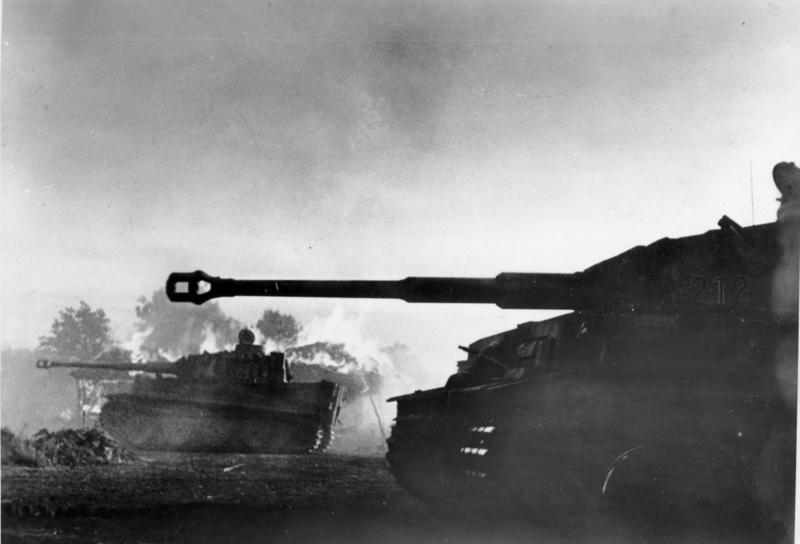
Carri armati pesanti tedeschi Tiger.

Il 5 luglio Model mandò all'attacco del Fronte di Centro di Rokossovskij, la cui prima linea di difesa era rappresentata dalla 13ª Armata, comandata dal generale Nikolaj Puchov, tre corpi corazzati: il XLI, comandato dal generale Josef Harpe, il XLVI, comandato dal generale Hans Zorn, e il XLVII, comandato dal generale Joachim Lemelsen; il XLVII corpo attaccò lungo la strada e la ferrovia Orël-Kursk, dirigendosi verso i villaggi di Hnilec' e Bobrik, sul suo fianco destro era schierato il XLVI corpo, mentre il fianco sinistro era protetto da XLI corpo e dal XXIII Corpo di fanteria, comandato dal generale Johannes Frießner. Il primo obiettivo della 9ª armata, che attaccò su un fronte largo circa 60 chilometri, tra Maloarchangel'sk e Trosna, era rappresentato dalle colline prospicienti la città di Ol'chovatka, distanti circa 15 chilometri dal punto di partenza, al di là delle quali si stendeva la piana di Kursk, priva di ulteriori ostacoli naturali e, diversamente da quanto avvenne nel settore sud, Model scelse di fare avanzare per prima la fanteria dei tre corpi, allo scopo di aprire dei varchi nel dispositivo difensivo sovietico, attraverso i quali successivamente sarebbero penetrati i mezzi corazzati, e solo la 20ª divisione corazzata, comandata dal generale Mortimer von Kessel, venne impiegata nella prima ondata di assalto.

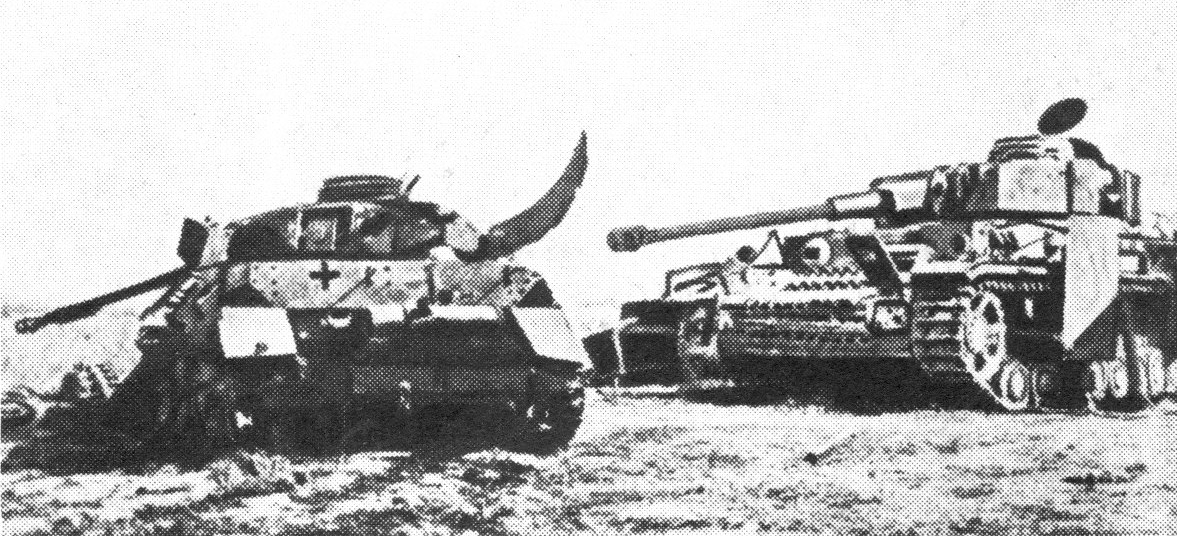
Relitti di carri armati tedeschi Panzer IV distrutti durante la battaglia.

L'avanzata si rivelò subito molto difficile: lo sbarramento dell'artiglieria sovietica fu intensissimo, le linee di difesa si rivelarono molto profonde e i nuovi mezzi corazzati a disposizione dei tedeschi, prematuramente schierati in battaglia, fecero emergere i loro non ancora risolti difetti: i semoventi cacciacarri Elefant su meccanica Porsche, privi di mitragliatrice, nel momento in cui venivano a trovarsi in posizione isolata rispetto alla fanteria che li seguiva, si rivelarono inefficaci nei combattimenti a corto raggio contro le truppe trincerate nemiche, le quali ne ebbero facilmente ragione con l'uso dei lanciafiamme, mentre i Panther, a causa della scarsa protezione dei serbatoi di carburante e di lubrificante, tendevano a prendere fuoco per autocombustione. I progressi compiuti dalla Wehrmacht il primo giorno furono minimi e, alla sera del 5 luglio, la maggior parte dei reparti tedeschi era ancora bloccata all'interno della prima linea di difesa dell'Armata Rossa.
Il 6 luglio, considerati gli scarsissimi successi territoriali ottenuti, Model decise di impiegare altre tre divisioni corazzate, la 2ª, comandata dal generale Vollrath Lübbe, la 9ª, comandata dal generale Walter Scheller, e la 18ª, comandata dal generale Karl-Wilhelm von Schlieben, allo scopo di tentare di sfondare il fronte sovietico nei pressi di Hnilec', dove il XLVII corpo era riuscito ad aprire un varco nella linea difensiva, ma il tentativo non ottenne il risultato sperato e l'avanzata proseguì di soli dieci chilometri, mentre, il giorno successivo, le avanguardie del XLVII corpo riuscirono a raggiungere Ol'chovatka, facendo arretrare il fronte sovietico e, prendendo il controllo delle alture, facendo ritenere possibile lo sfondamento verso Kursk, ma il veloce afflusso delle riserve sovietiche consentì il ripristino della linea e l'immediato contrattacco dell'Armata Rossa scongiurò il pericolo. L'8 luglio Model decise di impegnare in battaglia l'ultima riserva corazzata a sua disposizione, la 4ª divisione corazzata, comandata dal generale Dietrich von Saucken, la quale riuscì a occupare il villaggio di Tëploe, distante pochi chilometri da Ol'chovatka, e, dopo due giorni di combattimenti, la 10ª divisione panzergrenadier, comandata dal generale August Schmidt, avanzò con l'obiettivo di riconquistare le alture ma anche questo tentativo si risolse con un insuccesso e, l'11 luglio, la 9ª Armata rimase definitivamente bloccata sul versante occidentale, senza riuscire ad avanzare ulteriormente.
L'esito della battaglia ormai dipendeva dalla possibilità dell'Heeresgruppe Süd di raggiungere Kursk ma, ad aggravare ulteriormente la situazione, giunse sia la notizia dello sbarco alleato in Sicilia, avvenuto nella notte tra il 10 e l'11 luglio, che il contrattacco sovietico nel saliente di Orël a opera delle forze corazzate del Fronte Occidentale, comandato dal generale Vasilij Danilovič Sokolovskij, e del Fronte di Brjansk, comandato dal generale Markian Popov, avvenuto il 12 luglio. La controffensiva sovietica investì la 2ª Armata corazzata tedesca, incaricata di proteggere la retroguardia della 9ª Armata e costrinse Model a ripiegare e a mettersi sulla difensiva, privando definitivamente la tenaglia del suo braccio settentrionale.

### Settore sud
(Nikolaj Fëdorovič Vatutin, 7 luglio 1943)

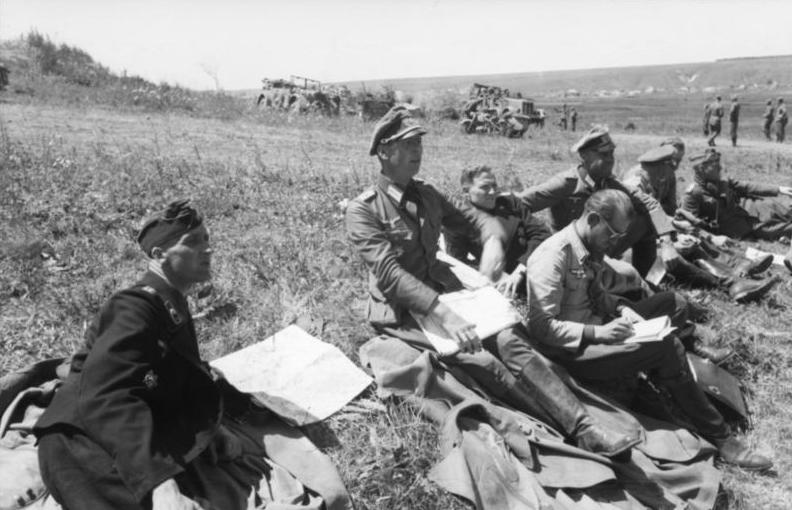
Il generale Walther von Hünersdorff, comandante della 6ª divisione corazzata, (al centro) osserva il campo di battaglia.

Il piano dell'OKH, in merito all'offensiva nel settore meridionale del saliente, prevedeva che la 4ª armata corazzata, dopo avere sfondato la prima linea di difesa sovietica sulle alture di Belgorod e di Korovino, avrebbe puntato verso Obojan', protetta sul fianco destro dal distaccamento d'armata Kempf, la cui ala sinistra, la 6ª divisione corazzata, comandata dal generale Walther von Hünersdorff, avrebbe dovuto attaccare attraverso Belgorod e Stabynino, muovendosi in direzione di Prochorovka; il corpo corazzato SS aveva il compito di sfondare le difese sovietiche sulla linea tra Beresov e Sadelnoe e proseguire verso la seconda linea difensiva tra Lučki e Jakovlevo, convergendo su Prochorovka. Le forze di Hoth e di Kempf, una volta riunite, avrebbero avanzato compatte in direzione di Kursk, proseguendo, una volta conclusa con successo l'Unternehmen Zitadelle, la marcia verso est.
Il 5 luglio il XLVIII Armeekorps, comandato dal generale Otto von Knobelsdorff, composto dalla divisione Großdeutschland, dalla 3ª divisione corazzata, comandata dal generale Franz Westhoven e dall'11ª divisione corazzata, comandata dal generale Johann Mickl, il III Armeekorps, comandato dal generale Hermann Breith e il II SS-Panzerkorps iniziarono ad avanzare sotto una fitta pioggia che ne rallentò la velocità e la divisione Großdeutschland venne investita dal fuoco dell'artiglieria della 6ª Armata della Guardia, comandata dal generale Ivan Čistjakov, subendo le prime perdite; il II SS-Panzerkorps, preceduto dall'azione di alcuni reparti dotati di lanciafiamme, incaricati di neutralizzare gli avamposti sovietici, nonostante lo sbarramento e la profondità dei campi minati, riuscì a raggiungere e a superare Beresov, mentre il III Armeekorps, la punta avanzata del distaccamento d'armata Kempf, riuscì, a dispetto di forti perdite subite a opera della 7ª Armata della Guardia, comandata dal generale Michail Šumilov, a raggiungere il Donec e a stabilirvi una piccola testa di ponte, ma lo sfondamento della linea Belgorod-Kursk non venne realizzato; il primo giorno dell'offensiva si chiuse con la conquista di Korovino e un progresso di soli 10 chilometri, con la perdita di 10 000 uomini e 350 carri armati distrutti.

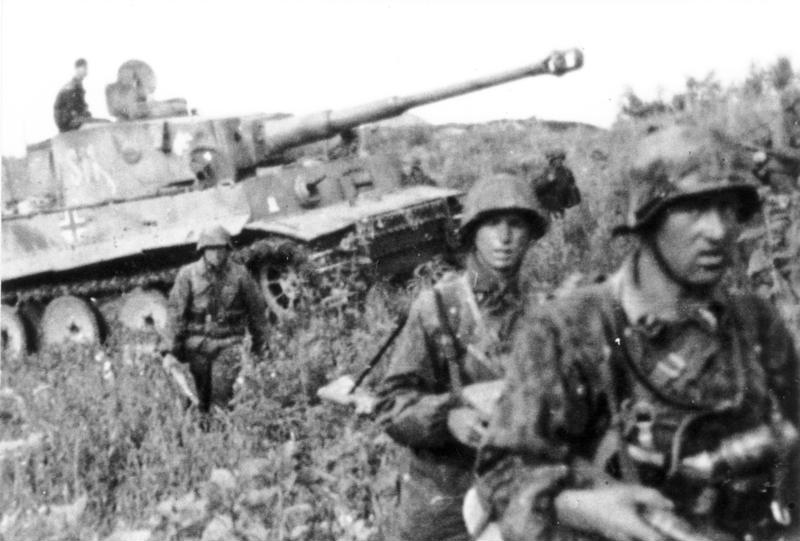
Soldati della divisione SS Das Reich avanzano a fianco di un panzer Tiger.

Il giorno successivo il II SS-Panzerkorps respinse un contrattacco sferrato dalla 1ª Armata corazzata sovietica, comandata dal generale Michail Efimovič Katukov, e il reggimento Der Führer, appartenente alla divisione corazzata Das Reich, riuscì a conquistare quota 243, un altopiano dal quale le truppe sovietiche controllavano la piana sulla direttrice di Lučki; l'azione delle punte avanzate del II SS-Panzerkorps consentì l'avanzata dei mezzi corazzati, proteggendo il fianco del XLVIII Armeekorps che, contemporaneamente, aiutato dall'azione dei bombardieri in picchiata, riuscì a sfondare il fronte tenuto dalla 6ª Armata della Guardia, comandata dal generale Ivan Čistjakov, avanzando di circa 30 chilometri in direzione di Prochorovka, mentre, sul fianco destro della 4ª Armata corazzata tedesca, il distaccamento Kempf si mosse dalla testa di ponte sul Donec verso nord, puntando verso Ržavec'; la breccia che venne ad aprirsi nel fronte sovietico spinse la STAVKA a impegnare la prima delle grandi unità di riserva del Fronte della Steppa, la 5ª Armata corazzata della Guardia, comandata dal generale Pavel Rotmistrov, con il compito di arrestare il braccio della tenaglia tedesca con una costante azione aggressiva.

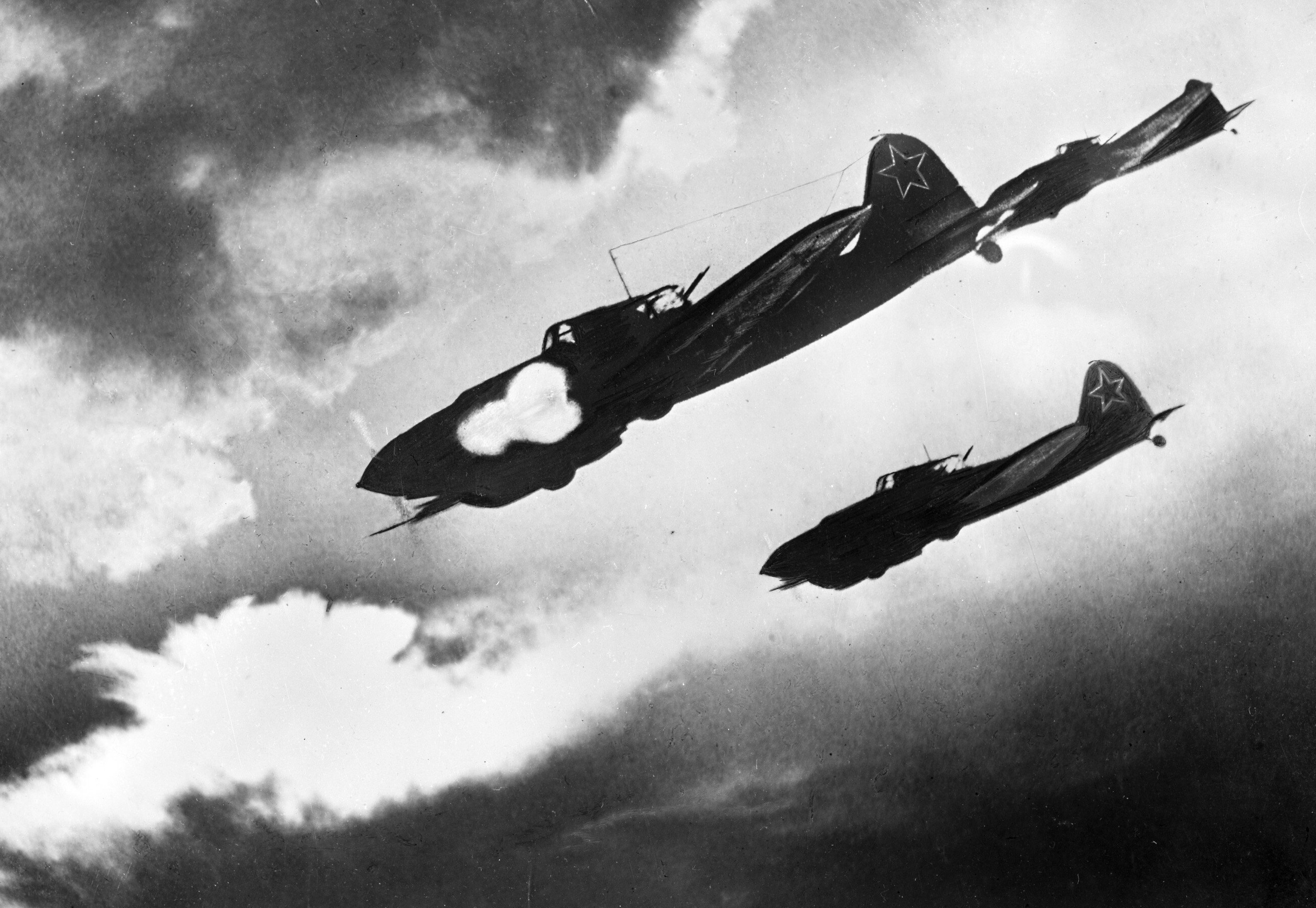
Aerei da attacco al suolo sovietici Ilyushin Il-2 Šturmovik in picchiata.

I movimenti delle forze tedesche convinsero il generale Vatutin che la 4ª Armata corazzata avrebbe puntato decisamente verso nord in direzione di Obojan', con l'intenzione di attraversare il ponte sullo Psel per arrivare a Kursk, ma il generale Hoth, avendo ancora di fronte la 1ª Armata corazzata sovietica e, a est di Prochorovka, le riserve corazzate di Konev, temendo un attacco sul suo fianco destro, dispose che il II SS-Panzerkorps si muovesse verso nord est per intercettarle, mentre il grosso del XLVIII Armeekorps avrebbe proseguito la marcia verso Obojan' e, una volta attraversato lo Psel, questo avrebbe dovuto dirigersi verso est in aiuto del II SS-Panzerkorps, mentre il distaccamento Kempf avrebbe continuato a proteggere il fianco meridionale. Il 7 luglio le truppe di Hausser vennero a contatto con le forze corazzate sovietiche, le quali erano appoggiate anche da treni blindati e integrate dall'azione degli aerei da attacco al suolo Šturmovik, e, pur non riuscendo a realizzare una significativa avanzata verso nord est, ottennero comunque il previsto risultato di impedire un eventuale contrattacco sovietico sul fianco del XLVIII Armeekorps che proseguiva verso nord, destando la preoccupazione sia di Vatutin, che diramò un ordine perentorio nel quale si disponeva che i tedeschi in nessun caso avrebbero dovuto superare Obojan', sia del membro del Consiglio Militare Rivoluzionario Nikita Sergeevič Chruščёv, il quale, allarmato per la situazione che si stava creando, sostenne "o resistiamo o i tedeschi prenderanno Kursk".
Nei tre giorni successivi la divisione Großdeutschland e l'11ª divisione corazzata, punte avanzate del XLVIII Armeekorps, procedettero in direzione di Obojan' sulla strada Belgorod-Kursk, mentre le unità del II SS-Panzerkorps riuscirono a fare arretrare il fronte sovietico, tenuto dalla 1ª Armata corazzata e dalla 5ª e 6ª Armata della Guardia, nonostante, già dal giorno 8, il comando tedesco avesse ricevuto rapporti di grandi concentrazioni di mezzi corazzati a nord e a nord est, e, lo stesso giorno, la divisione Das Reich avesse subito tre attacchi corazzati, per respingere i quali si era reso necessario l'intervento degli Stuka che distrussero 50 carri armati, perdite che si sommarono a quelle patite a opera del reggimento Deutschland, il quale riuscì a distruggerne 290. Il 9 luglio, a dispetto della minaccia che si stava venendo a creare, il comando della 4ª Armata corazzata dette ordine al II SS-Panzerkorps di dirigersi a nord est di Beregovoj e di raggiungere la sponda orientale del fiume Salotinka: la divisione Das Reich, una volta conquistata la posizione, si sarebbe posta in assetto difensivo mentre la Leibstandarte e la Totenkopf dovevano puntare verso Prochorovka e il fiume Psel.

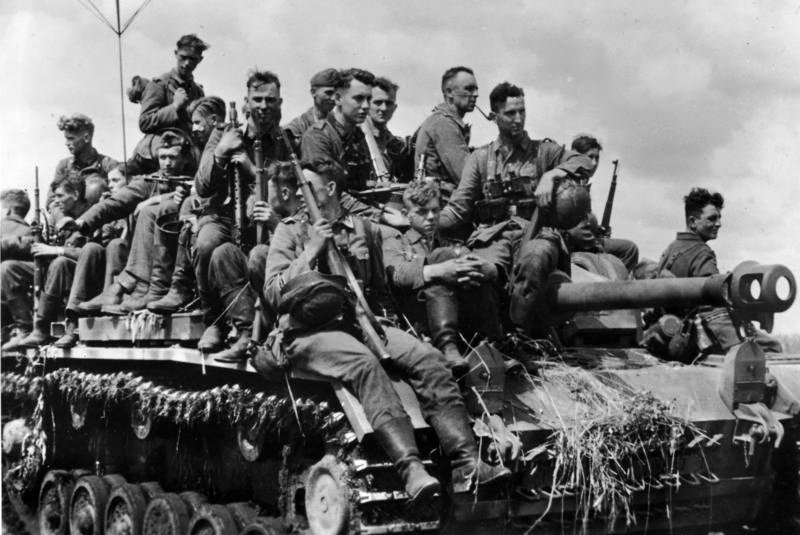
Panzergrenadier della divisione Großdeutschland a bordo di un cannone d'assalto Sturmgeschütz III.

Il 10 luglio la divisione Großdeutschland e l'11ª divisione corazzata raggiunsero le colline che si trovano sulla sommità della valle del fiume Psel e, l'11 luglio, la divisione Totenkopf riuscì a stabilire una testa di ponte sul fiume a circa 5 chilometri di distanza da Prochorovka ma il distaccamento Kempf non riuscì a occupare Koroča e a superare l'omonimo fiume. Tali progressi territoriali realizzati dalle unità dell'Heeresgruppe Süd indussero Manstein a ritenere, nonostante l'azione dell'Heeresgruppe Mitte fosse di fatto bloccata, che la vittoria fosse ancora possibile e allo scopo richiese, in prospettiva dell'attacco verso Kursk, l'intervento dell'unica forza disponibile come riserva, il XXIV Corpo corazzato, comandato dal generale Walter Nehring, del quale facevano parte la 5ª divisione corazzata SS Wiking, comandata dall'SS-Brigadeführer Herbert Gille, e la 17ª divisione corazzata, comandata dal generale Walter Curt Gustav Schilling, ma, contemporaneamente, Stalin dette ordine alla 5ª Armata corazzata della Guardia, forte di 850 carri armati, di convergere verso un'area di raduno a nord est di Prochorovka, con l'incarico di contrattaccare le forze del II SS-Panzerkorps e della 4ª Armata corazzata.

Movimenti dell'Heeresgruppe Süd durante l'Unternehmen Zitadelle.

Il mattino del 12 luglio le due unità corazzate tedesche, che disponevano rispettivamente di 600 e 300 carri armati, 100 dei quali Tiger, ripresero l'avanzata verso Prochorovka ma, inaspettatamente, si trovarono di fronte la 5ª Armata corazzata della Guardia e, mentre nei cieli si svolgeva la battaglia per il controllo dell'aria, la battaglia di terra si svolse senza uno schema tattico preciso: le due masse di mezzi corazzati si confusero tra loro, ingaggiando uno scontro che sarebbe durato più di otto ore; il generale Rotmistrov ordinò ai suoi reparti di avvicinarsi quanto più era possibile ai carri pesanti tedeschi, in modo che i T-34 potessero annullare il vantaggio che il cannone da 88mm conferiva ai Tiger nei combattimenti a distanza e al termine della battaglia,entrambe le parti avevano patito la perdita di circa 300 carri armati
.
Mentre si stava svolgendo lo scontro tra le unità corazzate il distaccamento Kempf, il quale disponeva di 300 tra carri armati e cannoni d'assalto, si stava muovendo verso Prochorovka, trovandosi a una distanza di soli 20 chilometri, ma, contemporaneamente, era giunta la notizia del contrattacco sovietico nel settore di Orël e il 13 luglio Hitler convocò Manstein e von Kluge per ordinare loro di sospendere l'Unternehmen Zitadelle a causa della necessità di trasferire truppe in Italia e nei Balcani. Manstein protestò, sostenendo che se l'Heeresgruppe Mitte non era più in grado di effettuare manovre offensive, le forze dell'Heeresgruppe Süd avevano comunque la possibilità concreta di sconfiggere le riserve mobili sovietiche, scongiurando in questo modo il pericolo di ulteriori controffensive e guadagnando tempo, chiedendo al Führer di ordinare alla 9ª Armata di mettersi in assetto difensivo, divergendo in questo dal parere di von Kluge, il quale riteneva che questa avrebbe dovuto ritirarsi sulle posizioni di partenza, e di consentirgli di proseguire l'offensiva a sud. Hitler consentì momentaneamente a Manstein di proseguire l'offensiva ma, nonostante l'ultimo attacco sostenuto con successo dalla divisione Das Reich a Beleničino il 14 luglio, dispose successivamente che la divisione Großdeutschland dovesse essere trasferita all'Heeresgruppe Mitte mentre il II SS-Panzerkorps doveva essere disimpegnato allo scopo di essere inviato in Italia; Manstein resosi conto che, privato di quelle forze, proseguire l'attacco sarebbe stato impossibile ordinò il ritiro delle sue unità nel settore di Belgorod, ponendo fine all'Unternehmen Zitadelle.

## Conseguenze della battaglia di Kursk
Il fallimento dell'Unternehmen Zitadelle, oltre alla sconfitta militare, ebbe come conseguenza immediata le pesanti perdite subite dai reparti corazzati tedeschi, precedentemente ricostituiti e riorganizzati, rendendone difficile sia l'impiego immediato per la difesa del fronte orientale, dove l'Armata Rossa stava assumendo decisamente l'iniziativa, sia il possibile spostamento delle divisioni sul fronte occidentale, in prospettiva dello sbarco alleato in Francia previsto per la primavera successiva. Ad aggravare ulteriormente la situazione vi era stato, dopo le perdite patite e del grande dispiegamento di uomini e mezzi per l'offensiva, un quasi totale prosciugamento delle riserve, rendendo il fronte pericolosamente esposto a uno sfondamento.

### Romanzi
- David L. Robbins, Operazione Cittadella, Milano, Longanesi, 2005.

### Documentari
- La battaglia di Kursk su Youtube.com